# (4226) Damiaan
(4226) Damiaan es un asteroide perteneciente al cinturón de asteroides, descubierto el 1 de septiembre de 1989 por Eric Walter Elst desde el Observatorio de la Alta Provenza, Saint-Michel-l'Observatoire, Francia.

## Designación y nombre
Designado provisionalmente como 1989 RE. Fue nombrado Damiaan en honor al Padre Damián cuyo nombre de nacimiento fue Jozef de Veuster, misionero de origen belga que ayudó a aliviar a los enfermos de lepra en Hawái.